# Tyrsjön
Tyrsjön är en sjö söder om Knipared i Göteborgs kommun i Västergötland och ingår i Göta älvs huvudavrinningsområde. Tyrsjön är omgiven av skog, har en liten strand och runt tjärnen finns en 1,7 km lång promenadslinga.